# Warren H. Wagner
Warren Herbert Wagner Jr. (Washington D.C., 29 d'agost de 1920 − 8 de gener de 2000) va ser un botànic estatunidenc.
Desenvolupà a principis de la dècada de 1960 el primer algorisme per identificar relacions filogenètiques entre espècies basades en els estats del caràcter, observats sobre un conjunt de caràcters. Aquest treball va rebre el nom, per part de James Farris i Arnold Kluge, en la seva posterior compilació d'algorismes, de "Wagner parsimony" ("parsimònia de Wagner", Màxima parsimònia).
Wagner es va especialitzar en les falgueres, particularment en el gènere Botrychium.
La seva signatura com a botànic és: W.H.Wagner